# كارل أدولف
كارل أدولف (بالألمانية: Karl Adolph) هو مؤلف وكاتب نمساوي، ولد في 19 مايو 1869 في فيينا في النمسا، وتوفي بنفس المكان في 22 نوفمبر 1931.